# Szymbark (Stężyca)
Szymbark (deutsch Schönberg; kaschubisch Szimbark) ist ein Dorf und Schulzenamt (polnisch sołectwo) der Landgemeinde Stężyca im Powiat Kartuski der Woiwodschaft Pommern in Polen. Auf dem Gebiet der Gemarkung liegt die 329 m n.p.m. hohe Wieżyca (Turmberg).

## Geographie

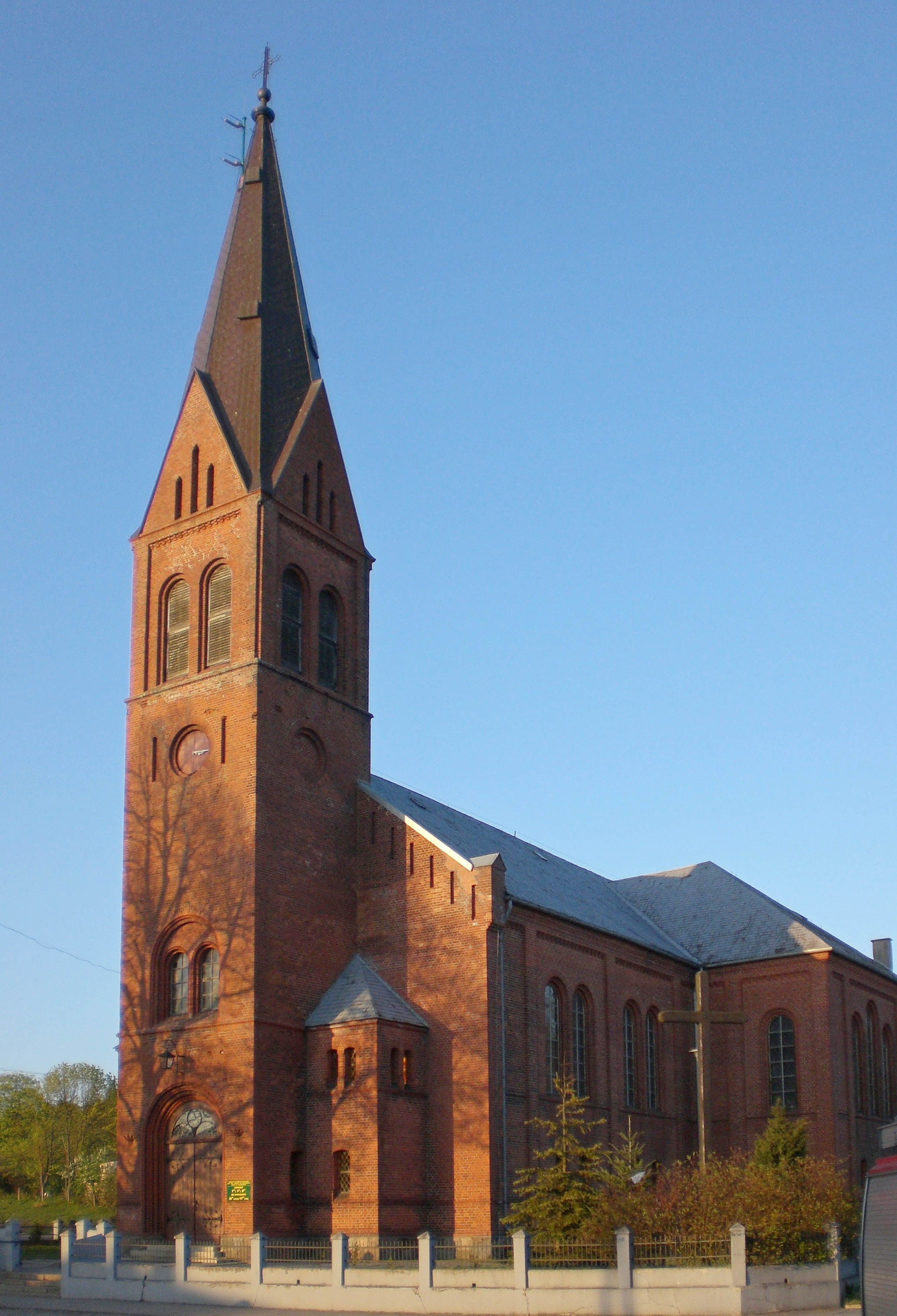
Neugotische Pfarrkirche

Die Wieżyca ist der höchste Berg im nördlichen Polen bzw. auch die höchste Erhebung zwischen dem Harz im Westen und der Dsjarschynskaja Hara in Belarus. Die Landschaft gehört zur Kaschubischen Seenplatte. Danzig und Gdynia (Gdingen) liegen jeweils fünfzig Kilometer östlich, Kościerzyna (Berent) zwanzig Kilometer südwestlich und Stężyca (Stendsitz) sechs Kilometer westlich.
Das Schulzenamt grenzt im Norden an Krzeszna (Groß Kresin) und Rąty (Ronti) mit Kolańska Huta (Lindenhof), im Osten liegt das Dorf Rybaki (Fischershütte), im Süden Piotrowo (Fustpetershütte) und Kłobuczyno (Klobschin) sowie im Westen Gołubie (Gollubien) und Potuły (Patul).
Zum Schulzenamt Szymbark gehören das namensgebende Dorf im Südwesten der Gemarkung sowie ganz im Osten die Ortschaft Drozdowo (Drosdowen), südlich und nördlich der Wieżyca das kleine Dorf Wieżyca mit dem ehemaligen Wohnplatz Gasthaus (zum) Thurmberg bzw. Wilhelmshöhe und der Siedlung am Haltepunkt der Bahn (ehemals der Bahnhof Thurmberg) sowie im Nordwesten die   Siedlung Kolano mit den Ortsteilen Niebo und Piekło (Pieklo).

## Geschichte
Das Dorf wurde auch urkundlich Szembark, Szenbark und Monszowo genannt. Mit den Polnischen Teilungen kam das Gebiet der heutigen Gemeinde 1772 zum Königreich Preußen und zur Provinz Westpreußen. Zur Landgemeinde Schönberg im gleichnamigen Amtsbezirk gehörte der Wohnplatz Gasthaus Thurmberg. Sie lag im Landkreis Karthaus. Evangelische waren in Schönberg eingepfarrt. Die Katholiken gingen in Berent zur Kirche. Nach 391 Einwohnern in 1885 hatte das Dorf zwanzig Jahre später 432 Einwohner, der Wohnplatz Gasthaus Thurmberg sieben Einwohner.
Die Preußischen Staatseisenbahnen eröffneten im November 1901 die Bahnstrecke von Berent nach Semlin mit dem Bahnhof Thurmberg. Sie wurde um 1930 zur Kohlenmagistrale im Polnischen Korridor ausgebaut.
Aufgrund der Bestimmungen des Versailler Vertrags fiel das Gebiet nach dem Ersten Weltkrieg 1920 an die Zweite Polnische Republik. Nach dem Überfall auf Polen wurde es völkerrechtswidrig zum deutschen Reichsgebiet erklärt. In der Folge des Zweiten Weltkriegs gelangte Westpreußen an Polen. Die deutsche Minderheit und ein Teil der Kaschuben wurde vertrieben.
Von 1975 bis 1998 gehörten Dorf und Landgemeinde zur Woiwodschaft Danzig, der Powiat war in dieser Zeit aufgelöst. Im Jahr 2014 hatten die Ortschaften des Schulzenamts Szymbark 695 Einwohner, davon entfielen auf das namensgebende Dorf 541, auf Drozdowo 23, auf Kolano 75 und auf Wieżyca 56 Einwohner.

## Baudenkmal, Kultur und Tourismus

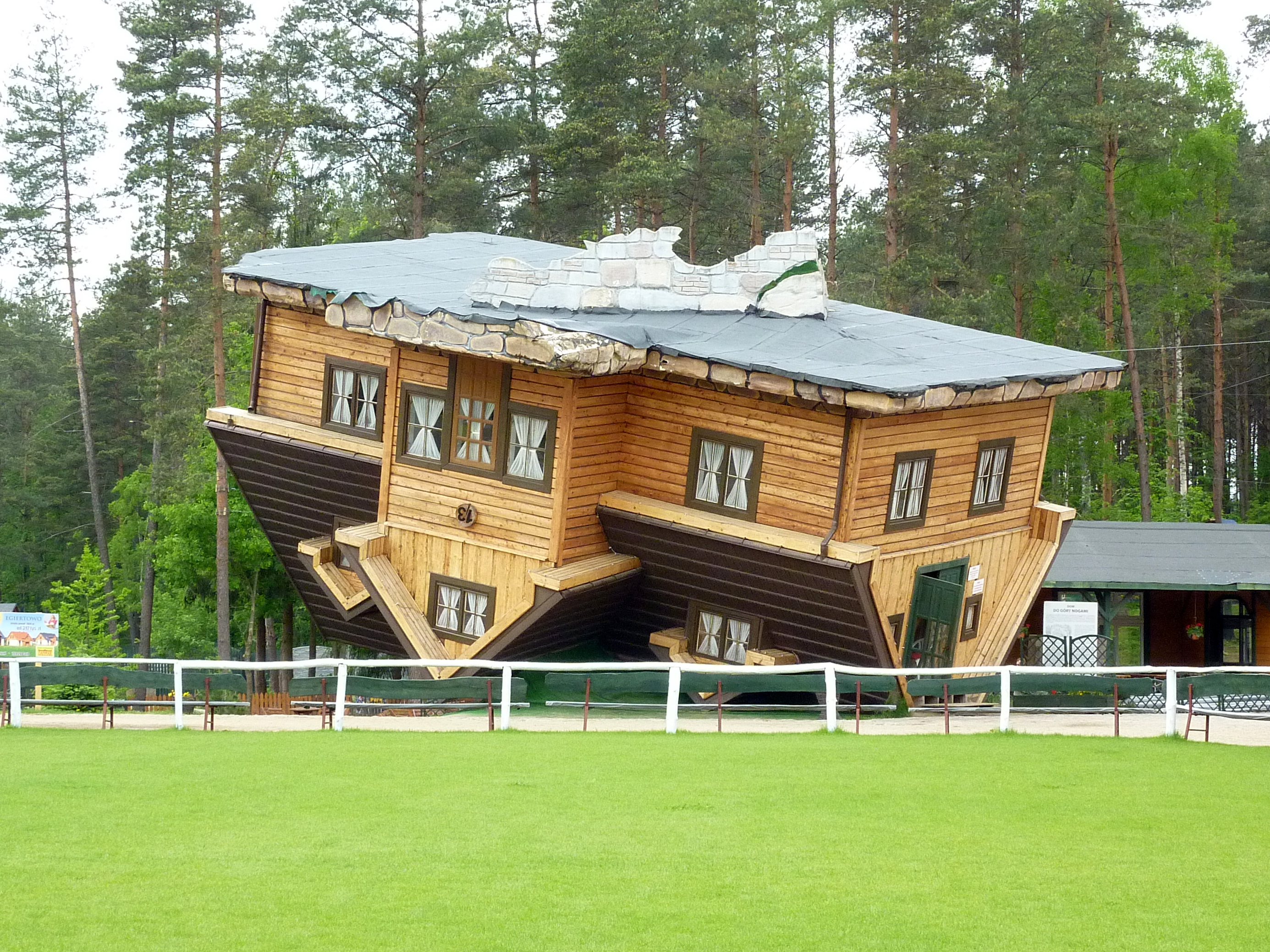
Dom do góry nogami

Die ehemals evangelische, seit 1945 römisch-katholische, Pfarrkirche wurde von 1882 bis 1884 im neugotischen Stil errichtet. Unter der Nummer 154 erfolgte am 2. Dezember 1961 der Eintrag in die nationale Denkmalliste der Woiwodschaft.
In Wieżyca (Wilhelmshöhe) hat die Kaszubski Uniwersytet Ludowy (Kaschubische Volkshochschule) ihren Sitz. Das „Auf dem Kopf stehende Haus“ (Dom do góry nogami) in Szymbark dient dem Zentrum für Bildung und Regionalförderung. Zu ihm gehört ein Freilichtmuseum. Die Wieżyca (Turmberg) bietet Wanderwege und vom Aussichtsturm einen Rundblick über die Kaschubische Schweiz. 

## Verkehr
Die Landesstraße DK20 führt von Stargard (Stargard in Pommern) über Wieżyca nach Gdynia.
Die Bahnstrecke Kościerzyna–Gdynia (Berent-Gdingen) hat auf Gemeindegebiet die Stationen Nowa Wieś, Gołubie Kaszubskie, Krzeszna (ehemals Bahnhof Groß Kresin) und Wieżyca (ehemals Bahnhof Groß Kresin). Sie ist für den Tourismus von Bedeutung und wird von der Stadtbahn SKM der Dreistadt bedient.
Der nächste internationale Flughafen ist Danzig.